# Голод (фильм, 1966)
«Голод» (норв. Sult) — датско-шведско-норвежский чёрно-белый художественный фильм, арт-хаусная драма режиссёра Хеннинга Карлсена, премьера которой состоялась в 1966 году. В главной роли одинокого писателя Понтуса задействован Пер Оскарссон. Экранизация одноимённого романа писателя Кнута Гамсуна.
Сразу же после премьеры фильм был признан первым настоящим успехом сотрудничества между скандинавскими странами. Критики отмечали, что «Голод» — один из редких победных образцов совместной разработки различных стран, невзирая на смешанную (в плане национальностей) съёмочную группу. На родине, в скандинавских государствах, ленте рукоплескали стоя в большинстве кинотеатров, а киноаналитики признавали её артистическим триумфом. По сей день картина считается ярким примером социального реализма в кинематографе, в середине 2000-х годов Министерство культуры Дании внесло её в список датского культурного канона.
Фильм стал одним из фаворитов жюри и на 19-м Каннском кинофестивале, где выдвигался на «Золотую пальмовую ветвь», а исполнитель главной роли Пер Оскарссон стал обладателем приза за лучшую мужскую роль. Картина также была претендентом от Дании на премию «Оскар», однако в шорт-лист так и не попала. Помимо успеха на Лазурном Берегу, Пер Оскарссон был признан лучшим на церемониях вручения премий «Бодил» и «Золотой жук». Впоследствии эту актёрскую работу Оскарссона неоднократно признавали лучшей за всю его карьеру.

## Сюжет
Действие фильма происходит в 1890 году, в городе Кристиания (ныне Осло). Нищий и одинокий писатель Понтус (Пер Оскарссон) переезжает в город из деревни. Голодая, он несколько раз навещает ростовщика и продает свой жилет за несколько центов, которые, впрочем, позже все равно отдает попрошайке.
Понтус пишет статью для местной газеты, черновик которой показывает её главному редактору (Хенки Кольстад). Тот замечает несколько неточностей и отправляет писателя доделывать незаконченную работу. Гордость Понтуса мешает ему принять это предложение и он продолжает свой путь в поисках пищи. На улице он выпрашивает кость для будто бы своей собаки и догрызает её в переулке. После окончания трапезы Понтус встречает старого друга, который предлагает ему свою помощь и деньги, однако гордость снова мешает писателю принять их.
Наконец, когда у Понтуса заканчивается возможность платить за свою арендованную квартиру, хозяйка выгоняет его на улицу. Голод полностью охватывает разум писателя: у него начинаются галлюцинации, но он не оставляет сил, чтобы бороться за свою жизнь. В одной из галлюцинаций он знакомится с привлекательной девушкой Йлайали (Гуннель Линдблум). В финальной сцене фильма Понтус, повинуясь внезапному импульсу, устраивается на работу на грузовое судно, которое скоро отойдёт от причала.

## В ролях
| Актёр               | Роль           |
| ------------------- | -------------- |
| Пер Оскарссон       | Понтус         |
| Гуннель Линдблум    | Йлайали        |
| Биргитте Федерспиль | сестра Йлайали |
| Кнуд Рекс           | Ландлорд       |
| Ханс В. Петерсен    | бакалейщик     |

| Актёр          | Роль                    |
| -------------- | ----------------------- |
| Хенки Кольстад | главный редактор газеты |
| Рой Бьорнстад  | Константин              |
| Сверре Хансен  | художник                |
| Пал Скьонберг  | констебль               |
| Эльза Хейберг  | хозяйка квартиры        |

## Создание
Классический роман Кнута Гамсуна «Голод» режиссёр фильма Хеннинг Карлсен прочитал ещё в детстве, в 12 или 13 лет. В более позднем возрасте Карлсен снял ленту «Кошки», где главную роль исполнял шведский актёр Пер Мюрберг. Режиссёр смотрел на него и поражался его нечеловеческой худобе. В один день, глядя на Мирберга, Карлсену пришла идея создать экранизацию так полюбившегося в детстве романа. Он освежил воспоминания, перечитав книгу, после чего написал письмо старшему сыну Гамсуна Туре, который тогда обладал авторскими правами на все произведения своего отца. После непродолжительных переговоров Туре согласился на экранизацию «Голода».
На место сценариста Карлсен пригласил известного датского писателя Петера Сееберга, с которым режиссёр долго обсуждал, какие именно отрывки использовать в фильме, и, главное, как. По словам Карлсена, основной проблемой съёмочной группы было то, что роман Гамсуна написан от первого лица. Карлсен задавал себе вопрос: «Как мы сделаем из настолько специфической книги целый фильм?». Позже режиссёр признавался, что в построении материала в одно целое ему очень сильно помогал исполнитель главной роли Пер Оскарссон.

## Критика
Фильм был положительно воспринят большинством мировых кинокритиков, которые, по большей части, отмечали крайне убедительное перевоплощение Пера Оскарссона и достойное изложение книги Гамсуна.
- «Лучшее в фильме — осторожно построенная актёрская игра Пера Оскарссона» — Джеффри М. Андерсон, Combustible Celluloid[10]
- «Полный банкет скандинавского страха» — Фернандо Ф. Кроче, Slant Magazine[11]
- «Западающий в душу образ, представленный Оскарссоном — это именно то, что придает этой истории страданий её силу и жёсткость» — Деннис Швартц, Ozus' World Movie Reviews[12]

## Награды и номинации
Фильм был выдвинут от Дании на премию «Оскар» за лучший фильм на иностранном языке, однако не попал в шорт-лист номинации. Помимо этого, картина была удостоена следующих номинаций и премий:
- 1966 — две номинации на 19-м Каннском кинофестивале: «Золотая пальмовая ветвь» и приз за лучшую мужскую роль (Пер Оскарссон; победа)[3].
- 1967 — премия «Золотой жук» за лучшую мужскую роль (Пер Оскарссон)[6].
- 1967 — две премии «Бодиль»: лучший фильм и лучшая мужская роль (Пер Оскарссон)[5].
- 1968 — фильм вошёл в пятёрку лучших иностранных фильмов года по версии Национального совета кинокритиков США[13].
- 1969 — премия Национального общества кинокритиков США за лучшую мужскую роль (Пер Оскарссон)[14].